# Malmborg (adelsätt)
Malmborg var en svensk adelsätt från Uppland, vilken anses härstamma från en bergsmanssläkt Malmberg i Dalarna, vilken adlades Malmborg 1842, enligt § 37  i 1809 års regeringsform och introducerades 1843 på Sveriges Riddarhus på nummer 2318. Hans son Emil Adolf Malmborg avled 1913, varmed ätten utdog. Ätten har gemensamt ursprung med adliga ätten von Malmborg, samt möjligen med den släkt Malmberg, vilken 1720 adlades Palmcreutz, samma år som medlemmar av släkten Malmberg ändrade sitt efternamn till Malmborg.

## Historia
Släktens två äldsta kända medlemmar, bröderna Nils Malmberg och Bengt Malmberg-Malmborg, var båda bosatta i Sala där de ägde varsin halva gruvtomt.